# Charminar
Charminar (em telugo: చార్ మినార్; em hindi: चार मीनार; em urdu: چار مینار; "Quatro Minaretes"), também conhecida como Mesquita dos Quatro Minaretes, é um dos monumentos mais importantes da cidade de Haiderabade, capital do estado de Telanganá, na Índia. Foi construída em 1591 por Maomé Culi Cotebe Xá, sultão de Golconda. A mesquita original era uma enorme construção em madeira que representava o túmulo do muçulmano imame Huceine. Huceine era considerado santo e o seu túmulo visto como "escudo" para proteger a cidade contra o surto de cólera no final do século XVI. Quando a epidemia diminuiu, o Charminar foi reconstruído em pedra e argamassa no mesmo local, onde a estrutura original foi construída.[carece de fontes?]
O monumento está localizado a 6 km de Secunderabade e próximo ao Medipatenão, um grande subúrbio da cidade.
É um edifício retangular elegante de quatro grandes arcos voltados para os quatro pontos cardeais. A altura menor é 180 pés. A arquitetura marcante foi construído sob a supervisão de engenheiros e arquitetos da Arábia, Turquia, Pérsia e Índia.[carece de fontes?]

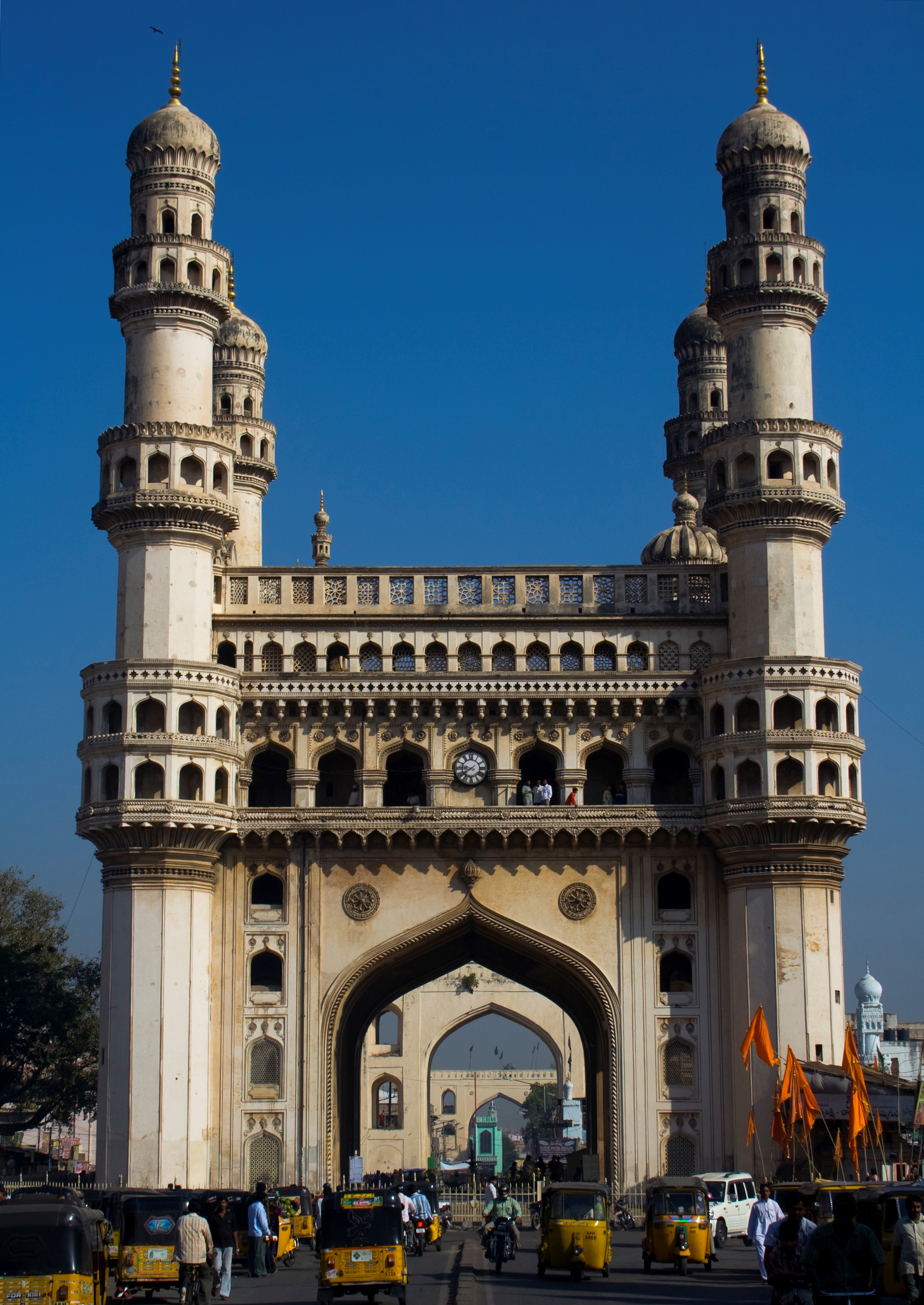